# ヒンメリ

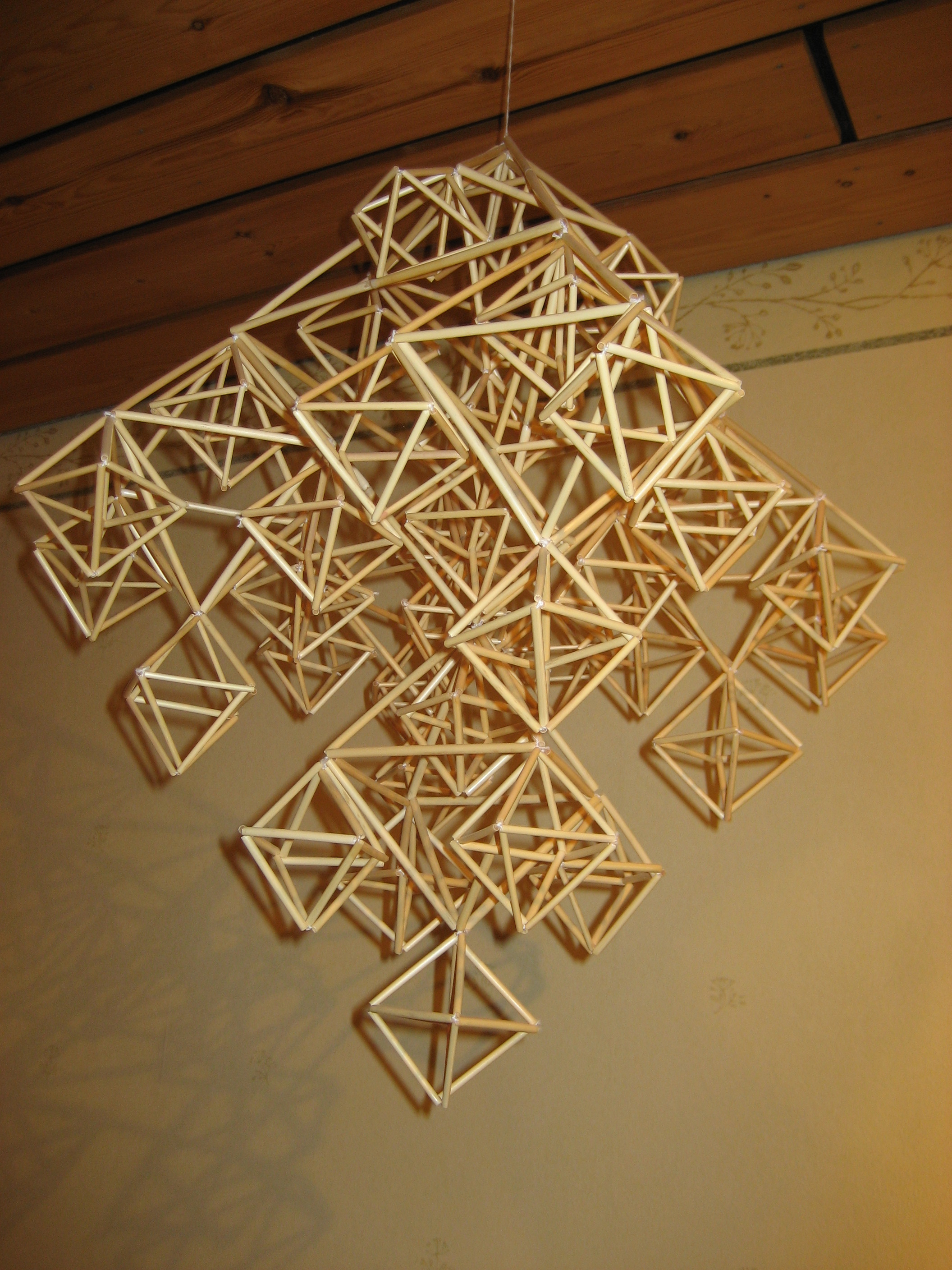
藁で出来たヒンメリ

ヒンメリ(himmeli)はフィンランドの伝統的なヨウル(joulu)の装飾品である。藁に糸を通し、多面体を構成したら、最後にそれらを繋ぎ合わせて吊るす。別名「光のモビール」。himmeliの語源は、スウェーデン語のhimmel(天)から。

## 歴史
ヒンメリの歴史は1150年頃から始まった。元々ロシアのウラル地方から移住してきた民族であったフィンランド人は、古くから自然を崇拝し、精霊信仰に基づいた生活を送っていた。寒冷な気候のフィンランドでは、太陽神の誕生祭や農耕神への収穫祭を12月下旬のヨウルの祭として行っていた。
その後、スウェーデン領になってからキリスト教が広まり、クリスマス装飾の一つとしても活躍するようになる。
1800年代の終盤には、ドイツからクリスマスツリーが入ってきて流行した為、ヒンメリの姿は消えかかってたが、
1930-40年代にある女性団体や出版社がヒンメリを広めようと努めた。アーティスト達は新しいデザインを生み出し、今日に至るまで多彩に形を変えて、様々な行事で飾られている。